# Batalla d'Almenara
La batalla d'Almenara o de Morvedre fou una batalla lliurada entre les tropes agermanades (front nord) i les tropes del virrei (Diego Hurtado de Mendoza) el 18 de juliol de 1521, a Sagunt (antiga Morvedre), a la partida de Montíber, en les proximitats de l'actual carretera nacional 340. En Almenara (la Plana) estava ubicat el campament reialista, mentre que l'argermanat estava a Sagunt.

## Antecedents
L'esplendor tardomedieval valencià fou aprofitada per l'oligarquia urbana, excloent les classes populars del poder polític i dels beneficis econòmics del creixement i establint una forta competència sobre les estructures gremials i els mercaders, trencant el monopoli gremial sobre la manufactura i produint superproducció, amb una baixada global de la productivitat, una disminució en la qualitat dels productes i una inflació de mestres. Tot plegat, coartava les expectatives de guany i de promoció, així com consolidava els desnivells patrimonials i la pauperització de la majoria. Dins d'aquest context, començaren a crear-se unes tensions al si dels diferents gremis i corporacions, que, a poc a poc, s'estengueren a tota la societat.
Es crearen uns estatuts gremials, en gran part impulsats per Joan Llorenç, considerat l'ideòleg i fundador de les Germanies. Aquest estatut no sols expressava una idea evangèlica d'unitat, sinó que també reivindicava la restauració del monopoli gremial en els diferents oficis, així com la participació de les classes populars en el govern de la ciutat. Amb això els agermanats exigien una ciutat lliure, exclusivament governada per la justícia popular, com moltes altres ciutats italianes. Però això no implicava que els agermanats no foren absolutament respectuosos amb la monarquia i el sistema foral (fet que accelerà més endavant el procés centralitzador monàrquic al Regne de València).
Els dos desencadenants últims de la revolta foren el buit de poder en la ciutat que s'havia provocat degut a la fugida de la noblesa local davant la riuada de 1517 i una epidèmia de pesta negra en 1519, i el continu ajornament de la vinguda del rei per a celebrar corts i jurar Furs, probablement per l'escàs interès que li provocava el Regne de València, al coincidir aquests fets amb el procés de coronació com a emperador. La decisió reial en l'estiu de 1519 d'armar els gremis per poder autodefensar-se davant de les amenaces dels pirates barbarescos (decisió presa ja per Ferran el Catòlic en 1515 però interrompuda per les autoritats locals davant de les conseqüències evidents) constituí l'espurna final amb la qual els gremis tractaren d'imposar a la força les seues reivindicacions.
Amb tots aquests antecedents, els agermanats començaren a exhibir el poder dels oficis a través de diverses desfilades militars i la constitució d'un comitè executiu format per tretze síndics: la Junta dels Tretze, formada per un representant de cada gremi, per a regir la capital valenciana. El rei, per aquell temps, estava en Aquisgrà concentrat en la seua coronació com a emperador, i les úniques mesures que prengué davant la revolta foren la prohibició de l'ús d'armes i l'eliminació d'algunes de les seues concessions, prohibicions que ningú no tingué en compte.
La tensió augmentà amb el nomenament de Diego Hurtado de Mendoza com a virrei, a l'abril de 1520; per la seua condició d'estranger, i perquè llavors els agermanats feren un cop d'estat municipal, amb el qual aconseguiren imposar representants populars en diferents jurats, magistratures i comissions de govern municipal (sense arribar mai al control total). Amb això, la revolta adquirí el rang de guerra civil i s'estengué per tot el Regne de València, amb la creació d'altres juntes dels tretze controlades per la de València.
A l'estiu de 1520 començaren algunes accions bèl·liques com l'assalt del vescomtat de Xelva, el saqueig de palaus nobiliaris i la crema de títols de propietat. Però la revolta pròpiament dita no esclatà fins al juny de 1521, en dos fronts alhora: un al nord, a les comarques del Maestrat, la Plana i el Camp de Morvedre; i un altre al sud, a les terres d'Alzira, Xàtiva, Gandia i Elx. El front del nord fou derrotat per les tropes d'Alfons I d'Empúries el duc de Sogorb, a la batalla d'Orpesa.

## Batalla
La batalla d'Almenara, el 17 i 18 de juliol de 1521 enfrontà les tropes agermanades d'uns sis mil homes comandades per Jaume Ros contra les tropes del virrei, comandades per Alfons I d'Empúries, el duc de Sogorb, que disposava també de les tropes del comte d'Almenara, Gaspar de Pròixita i de Vives Boil, unitats de cavalleria, comandada pel mestre racional de València Joan Escrivà de Romaní i de Montpalau baró de Beniparrell, i pel comanador de Montesa Francesc Despuig. Entre les tropes del duc hi havia moriscos. En la batalla, que fou la segona derrota consecutiva del front nord de les tropes agermanades, perderen la vida més de 2.000 hòmens.

## Conseqüències
Els agermanats perderen definitivament la part nord del Regne de València, i malgrat la posterior victòria en la batalla de Gandia o de Vernissa, ja no aconseguiren recobrar-se. Les forces reials es van replegar, després, a Almenara, convertida en plaça d'armes de l'exèrcit i base per a les operacions sobre la Plana i Onda.